# ラジオの王子様
『ラジオの王子様』は、ニッポン放送「銀河に吠えろ!宇宙GメンTAKUYA」内にある水曜日の企画。

## 放送時間
水曜日 22:00 - 22:30

## 概要
2009年7月15日に開局55周年を迎えるニッポン放送の水曜新企画。「ラジオの王子様」の記者発表会がファンを入れての公開イベントとして同日、東京・有楽町の局内イマジンスタジオで大々的に行われた。メンバーには元ボーカル&パフォーマンスユニット「SUGER」のメンバーの中津五貴と川隅美慎、ジュノンボーイの葉山愛次、アーティストの加藤貴大とモデルの佐藤潤の5名がイケメンタレントとして決定。未来のスターを目指しTAKUYAから与えられるミッションをこなしていく育成プロジェクト。

## ネット局
番組オープニングで、TAKUYAが「銀河に吠えろ!宇宙GメンTAKUYA、この番組は東京有楽町ニッポン放送地下深く宇宙捜査局をキーステーションに…」と言い、青森放送から順にネット局を告知する。
※特記のないものは番組開始当初からの放送。
- ニッポン放送（制作局）
- 青森放送
- IBC岩手放送
- 山形放送
- ラジオ福島
- 茨城放送
- 信越放送
- 山梨放送
- 北陸放送
- 福井放送
- 東海ラジオ
- ABCラジオ
- ラジオ関西
- 山陰放送
- 山口放送
- 西日本放送
- 高知放送
- 長崎放送
- 熊本放送
- 大分放送
- 宮崎放送